# Elli Terwiel
Elli Reid Terwiel (New Westminster, 16 aprile 1989) è un'ex sciatrice alpina canadese specialista delle prove tecniche.

## Biografia
Elli Terwiel ha debuttato in gare FIS il 15 dicembre 2004 arrivando 29ª in uno slalom gigante disputato a Panorama. L'8 dicembre 2005 ha esordito in Nor-Am Cup in discesa libera, giungendo 37ª. A seguito di un incidente al ginocchio subito in allenamento sul ghiacciaio di Pitztal nell'ottobre 2008, ha abbandonato le gare veloci per concentrarsi sullo slalom gigante e sullo slalom speciale.
Il 14 dicembre 2009 ha ottenuto a Panorama in slalom speciale la sua prima vittoria, nonché primo podio, in Nor-Am Cup; l'11 gennaio 2011 ha debuttato in Coppa del Mondo nello slalom speciale di Flachau non riuscendo a qualificarsi per la seconda manche. Nel 2013 ha preso parte alla sua unica rassegna iridata, chiudendo 28ª nello slalom speciale si Mondiali di Schladming, ha ottenuto la sua ultima vittoria (e ultimo podio) in Nor-Am cup, il 14 marzo a Sugar Bowl nella medesima specialità, e ha conquistato il suo miglior piazzamento in Coppa del Mondo, il 16 novembre a Levi, sempre in slalom speciale (11ª).
L'anno dopo ha preso parte ai suoi unici Giochi olimpici invernali e a Soči 2014 non ha concluso la prova di slalom speciale. Il 30 novembre 2014 ha preso per l'ultima volta il via in Coppa del Mondo, ad Aspen in slalom speciale senza completare la prova, e si è ritirata al termine di quella stagione 2014-2015; la sua ultima gara in carriera è stata uno slalom speciale FIS disputato il 29 marzo a Mont-Sainte-Anne, non completato dalla Terwiel.

## Palmarès

### Coppa del Mondo
- Miglior piazzamento in classifica generale: 81ª nel 2013

### Nor-Am Cup
- Miglior piazzamento in classifica generale: 9ª nel 2012
- Vincitrice della classifica di slalom speciale nel 2012
- 9 podi:
  - 3 vittorie
  - 2 secondi posti
  - 4 terzi posti

#### Nor-Am Cup - vittorie
| Data             | Località   | Paese       | Specialità |
| ---------------- | ---------- | ----------- | ---------- |
| 14 dicembre 2009 | Panorama   | Canada      | SL         |
| 15 dicembre 2010 | Panorama   | Canada      | SL         |
| 14 marzo 2013    | Sugar Bowl | Stati Uniti | SL         |

Legenda:

SL = slalom speciale

### Campionati canadesi
- 2 medaglie[1]:
  - 2 bronzi (slalom speciale nel 2010; slalom speciale nel 2013)